# هالك (لاعب كرة قدم)
جيفانيلدو فييرا دي سوزا (بالبرتغالية: Givanildo Vieira de Sousa‏) الشهير بـ«هالك». من مواليد 25 يوليو 1986 في كامبينا غراندي في البرازيل، لاعب كرة قدم برازيلي ويلعب في نادي أتلتيكو مينيرو البرازيلي.

## نشأته وحياته
ولد هالك في في كامبينا غراندي , البرازيل ولقبه أباه بهالك نسبة إلى الرجل الأخضر الخارق «هالك».
يتميز اللاعب البرازيلي هالك بقوة عالية في الركل ودقة التسديد على المرمى حيث بلغت سرعة تسديداته ما يفوق ال(152)كيلومتر في الساعة وهو صاحب الرقم الأعلى حتى الآن بعد تجاوزه لرقمه السابق (147) كيلو متر في الساعة محطما رقم روبيرتو كارلوس ب(145) كيلومتر في الساعة وادريانو ب(146) كيلو متر في الساعة. ولديه القوة البدنية والسرعة العالية وليس كل المهاجمين يملكون القوة البدنية والسرعة في نفس الوقت.
ويلقب: هالك، القدم الفولاذية، العملاق, الثور الهائج، الدبابة البرازيلية.

## مسيرته الكروية
بعد أن بدأ كلاعب في اليابان , ذهب بعدها للعب في البرتغال مع نادي بورتو وحصل على عشرة بطولات ولعب في نهائي دوري أوروبا 2011 وفي أولمبياد 2012 مع منتخب فريق بلاده البرازيل.

### البرازيل واليابان
بعد مستوى هالك النادر أصبح يلعب كلاعب محترف في نادي فيتوريا البرازيلي في مدينة سالفادور الساحلية، وبعدها بيع إلى نادي كاواساكي فرونتال الياباني، وبعد شهر بيع إلى نادي كونسادول سابورو في عام 2006 لعب كل المباريات وسجل 25 هدف، وكان واحد
من بين أكثر اللاعبين المسجلين، وفي عام 2007 انتقل ليلعب في نادي طوكيو فيردي وسجل 37 هدف في 42 مباراة، ثم انتقل إلى نادي بورتو البرتغالي وأحرز معه 54 هدف في 99 مباراة.

### شنغهاي ايست اسيا - الصيني
في عام 2016 وافق الاخير الملقب ب هالك على عرض كبير إلى النادي الصيني العريق شنغهاي ايست اسيا قادما من النادي الروسي زينيت.

## روابط خارجية
- هالك على موقع الاتحاد الدولي (مؤرشف)  (الإنجليزية)
- هالك على موقع الاتحاد الأوربي (الإنجليزية)
- هالك على موقع رابطة كرة القدم اليابانية للمحترفين (اليابانية)
- هالك على موقع إي إس بي إن إف سي (الإنجليزية)
- هالك على موقع قاعدة بيانات كرة القدم.إي يو (الإنجليزية)
- هالك على موقع ليكيب (الفرنسية)
- هالك على موقع ناشيونال فوتبول تيمز (الإنجليزية)
- هالك على موقع Soccerbase.com (لاعب) (الإنجليزية)
- هالك على موقع Soccerway.com (الإنجليزية)
- هالك على موقع عالم كرة القدم.نت (الإنجليزية)